# Bagolyalakúak

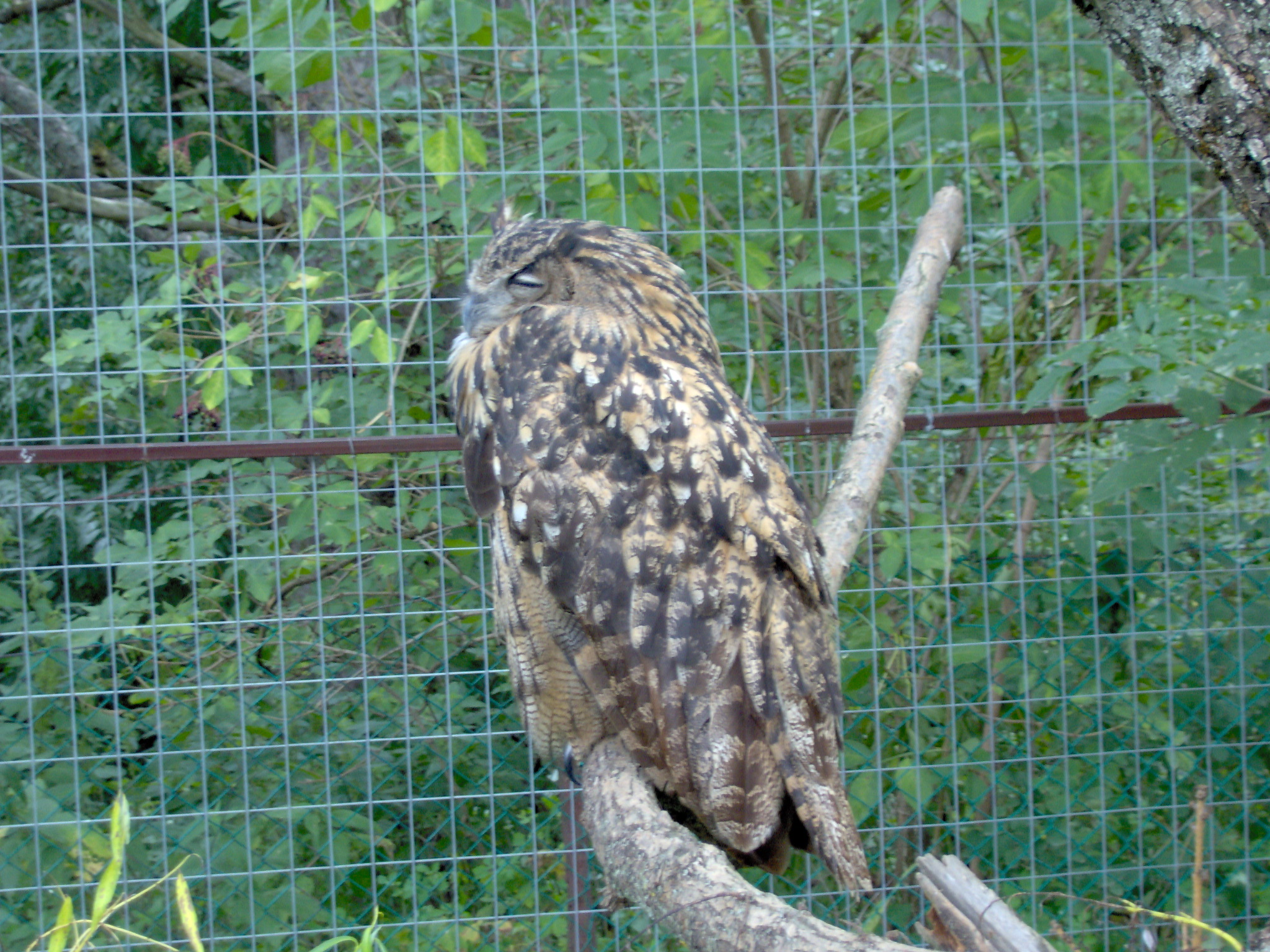
Uhu

A bagolyalakúak (Strigiformes) vagy közismert nevükön a baglyok a madarak osztályának egyik rendje. 2 család és 220 faj tartozik a rendbe. 

## Jellemzőik
Általánosságban elmondható, hogy igen intelligens állatok, rendkívül fogékonyak, zsákmányszerzési módszereik és az ehhez kapcsolódó adottságaik pedig nagyon kifinomultak.
Egy időben a morfológiai konvergenciák (erős, kampós tépőcsőr) miatt a sólyomalakúakkal sorolták őket közös rendbe, valójában azonban a lappantyúalakúak a legközelebbi rokonaik.
Az ókori Görögországban a bölcsesség jelképének tartották a baglyokat, a közép-európai kultúrában viszont a félelem és a halál jelképeként jelentek meg.
A Kárpát-medencében 13 fajuk fordul elő.
A bagolyalakúak főleg éjszaka aktív ragadozó madarak, puha és dús tollazatuknak köszönhetően hangtalanul repülnek, így meglepetésszerűen ütnek rajta zsákmányállataikon. Hallásuk kiváló, mivel fülük aszimmetrikusan helyezkedik el a koponyán, és ezért hatékonyabb a térhallásuk. Látásuk is kitűnő: a baglyok az egyedüli madarak, amelyek látják a kék színt, és az infravörös tartományban is látnak. A baglyok nem tudják a szemgolyójukat forgatni, ezért ha nézésük irányát változtatni akarják, az egész fejüket elfordítják.
A szemük körüli kör vagy szív alakú arcfátyol rövid, végükön behajló tollakból áll. A lábujjaikon erős karmok nőnek, a külső ujjuk vetélőujj, azaz előre és hátra is fordítható. Csüdjük tollas, azaz a lábujjaikig toll borítja őket. Méretük változatos: akadnak köztük veréb és sas nagyságú fajok is. Csőrük rövid kampójú, tövétől kezdve lefelé hajló. Begyük nincs.
A bagolyalakúak étrendjében minden megtalálható a rovaroktól kezdve a madarakon keresztül a kisméretű emlősökig. Egyes fajok halásznak is. A zsákmányt többnyire egészben nyelik le, de a nagyobb állatokat elejtő fajok – például az uhu – darabokra tépik a zsákmányt. Az emészthetetlen részeket később felöklendezik. Fészket nem építenek, más madarak elhagyott fészkét foglalják el, vagy faodvakba, barlangokba, épületek üregeibe rakják a tojásaikat. A tojók rendszerint nagyobbak a hímeknél.

## Rendszerezés
A rendbe az alábbi 2 család tartozik.
- bagolyfélék (Strigidae) – 201 faj
- gyöngybagolyfélék (Tytonidae) – 19 faj

## Magyarországi fajok
Magyarországon eddig tizenkét bagolyfaj előfordulását mutatták ki:
- A hóbagoly (Nyctea scandiaca) és a karvalybagoly (Surnia ulula) nagyon ritka kóborló.
- A törpekuvik (Glaucidium passerinum) nagyon ritkán felbukkan az Északi-középhegységben – valószínűleg költ is, de ezt még nem sikerült bizonyítani.
- A gatyáskuvik (Aegolius funereus) ritka költőfaj az Északi-középhegységben.
- Az uráli bagoly (Strix uralensis) terjeszkedik középhegységeinkben, sőt, már az Alföldről is jelezték.
- Az uhu (Bubo bubo) már csak néhány helyen, és csak az északi országrészben és a Dunántúlon költ (jelezték Békés vármegyéből is).
- A füleskuvik (Otus scops) többfelé szórványosan fészkel odvakban.
- A ritka réti fülesbagoly (Asio flammeus) pusztai élőhelyeken költ.
- Az erdei fülesbagoly (Asio otus) gyakran megtelepszik a fasorok elhagyott szarkafészkeiben, varjútelepein, és egyre több helyen városokban is (parkokban, valamint lakótelepi erkélyek virágládáiban). Telente előszeretettel húzódik be a települések parkjaiba, ahol a nappalt elsősorban nyitvatermő fákon tölti.
- A macskabagoly (Strix aluco) jellemzően erdőkben, parkokban költ (főleg öreg fák kikorhadt üregeiben, odvaiban), de rendszeresen megtelepszik padlásokon is.
- A gyöngybagoly (Tyto alba) egykor szintén fák odvaiban költött, de ma már szinte kizárólag padlásokon, tetőterekben és templomtornyokban.
- A kuvik (Athene noctua) állománya folyamatosan csökken, hiszen fő költőhelyei a tanyák és állattartó telepek padlásai, táplálkozni pedig a legelőkre, kisparcellás mezőgazdasági földekre jár. Élőhelye a tanyák elnéptelenedésével, a pusztai legeltetés felhagyásával, az odvas pusztai fasorok eltűnésével egyre szűkül.

## Baglyok a kultúrában
A görög mitológia Pallasz Athénéjének állandó jelzője a bagolyszemű (bagolyszemű, aki a sötétben is lát, vagyis átlát a dolgok felszínén). A macskabaglyot, mint a többi bagolyfajt a balszerencsével társítják. William Shakespeare is beszélt erről „Julius Caesar” című tragédiájában, az 1. felvonás 3. színében: „… s az éjmadár/Világos délben űlt a közteren/Vijjogva és huhogva.” Az idézethez Kéry László ezt fűzte hozzá tanulmányában: „Éjmadár. Bagoly, amelynek a huhogását rossz jelnek tartotta a néphit.”
John Ruskinnek is ismert egy mondása: „Bármit mondanak is a bölcs emberek, számomra a bagoly huhogása profetikusan gonosznak hat.”
A magyar irodalomban Arany János „Családi kör” című versében a bevezető hangulatfestő részben megemlíti a baglyot is. Ugyanő „Az Ó torony” című költeményben is leírja, hogy Nagyszalonta csonka tornyának „Vércse, bagoly örökös lakója”. Tamási Áron regényt írt „Bölcső és Bagoly” címmel. Szabó Lőrincnek is van egy kedves baglyos költeménye, „A bagoly” című, amely a Lóci-versek sorába tartozik. Romhányi József „A bölcs bagoly” című humoros versében a buta gyerekbagolyról írt.

## Egy bagoly regénye
Fekete István Hú regénye olyan állattörténet, ami az uhu tüzetes megfigyelésén alapul. A vadász varjak ellen használja az uhut. A történetben kuvik is előfordul. A történet az 1940-es években játszódik.
A „Kérem a következőt!” című népszerű magyar rajzfilm-sorozat főhőse dr. Bubó, az erdő orvos baglya. Ismert magyar baglyos mondás a „Bagoly mondja verébnek, hogy nagyfejű!”
Maurice Ravel „A gyermek és a varázslat” című operájának van egy bagoly szereplője is.

## Képtár

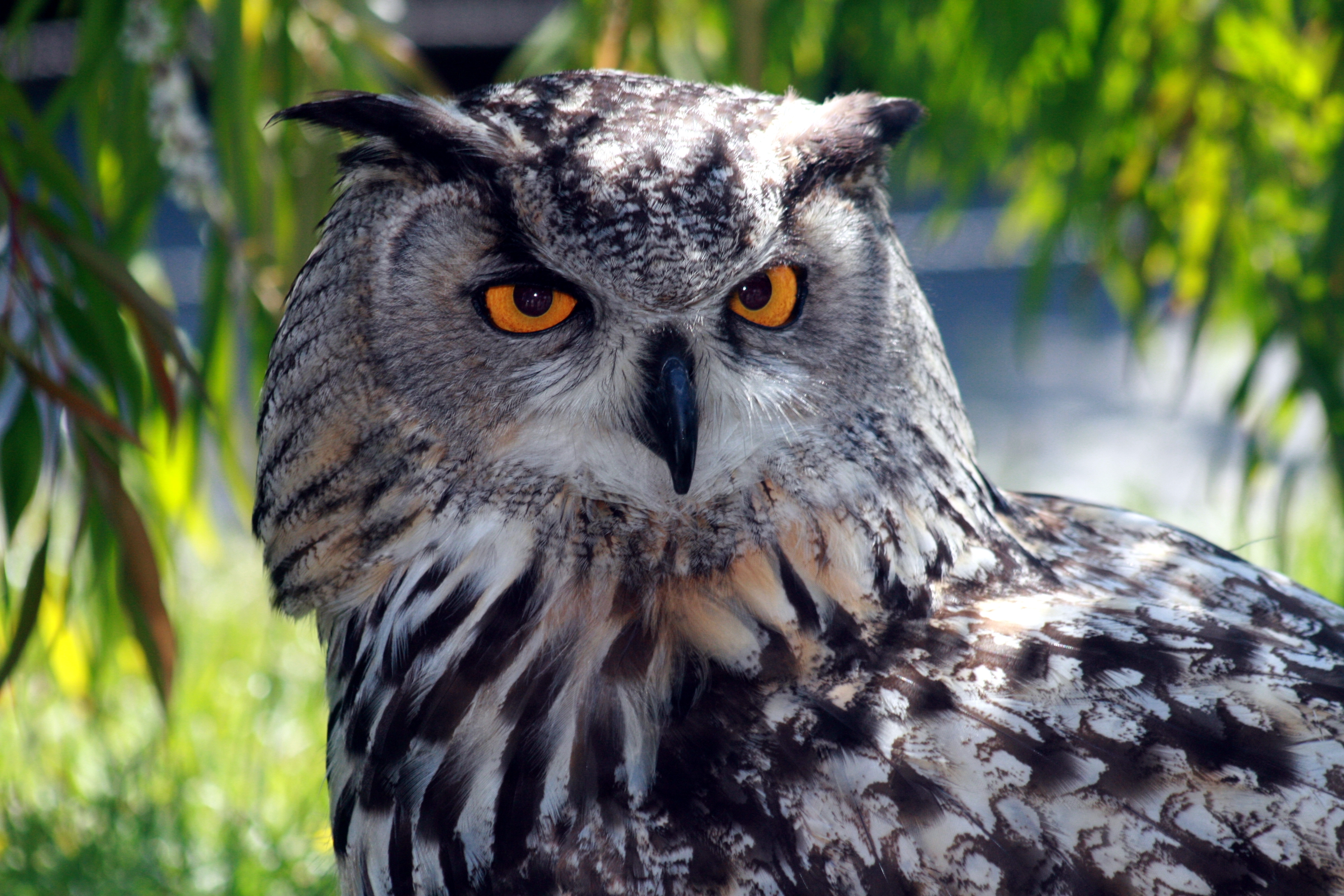
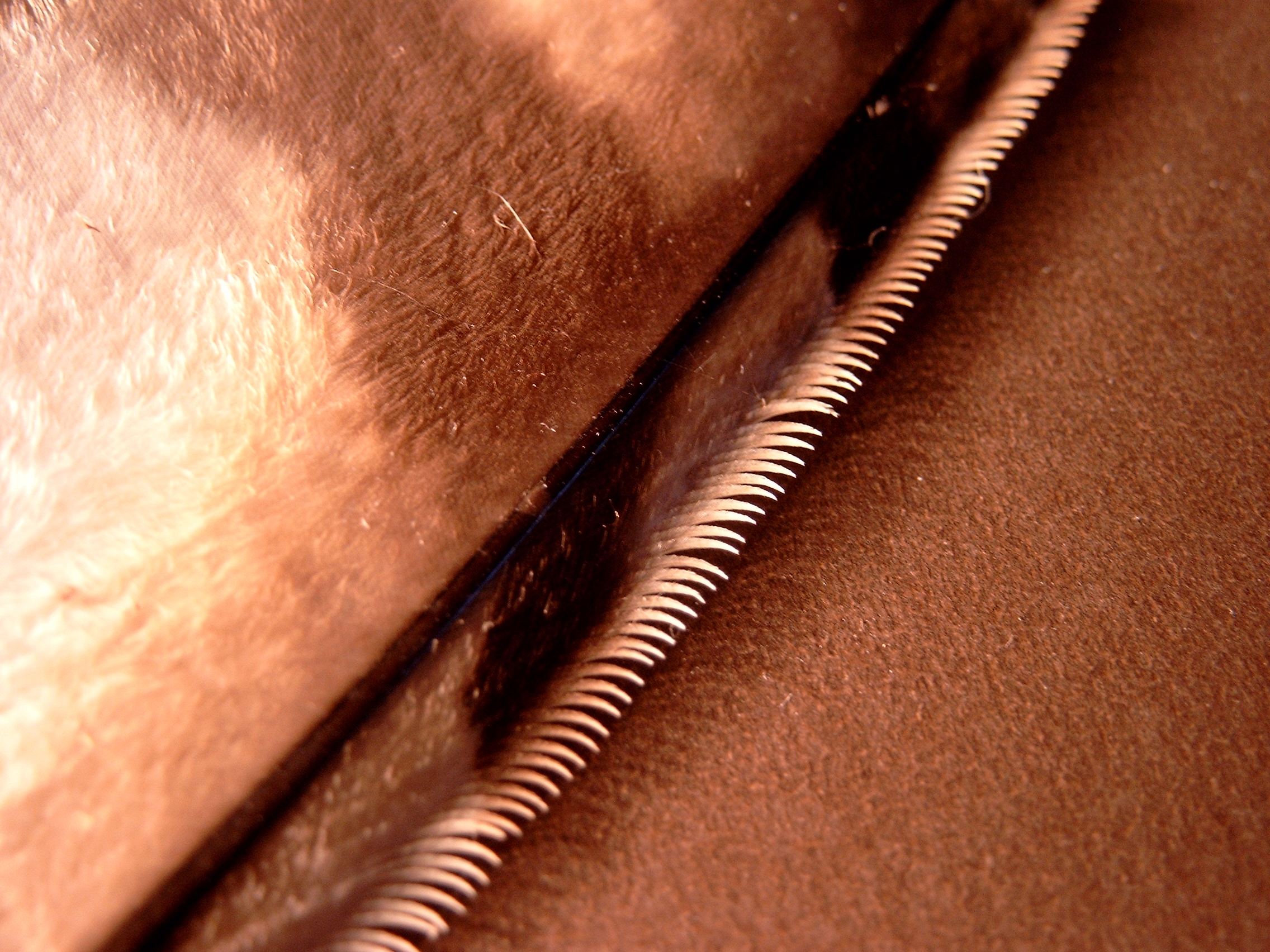
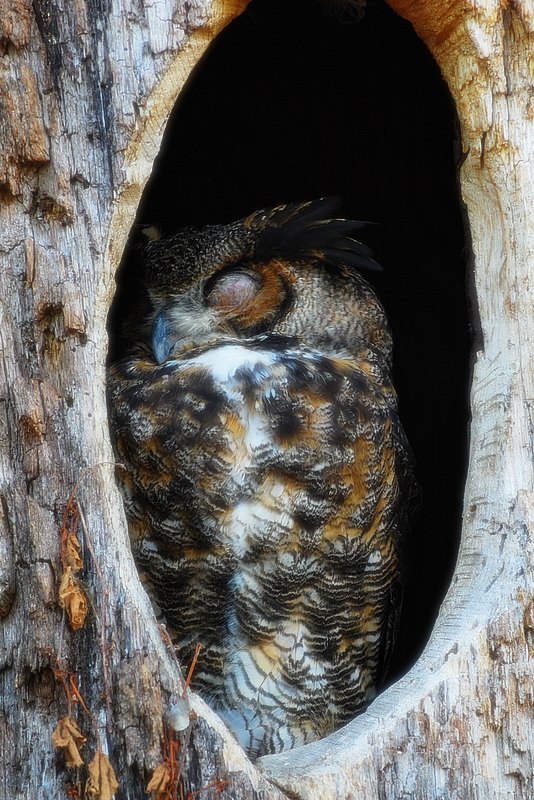
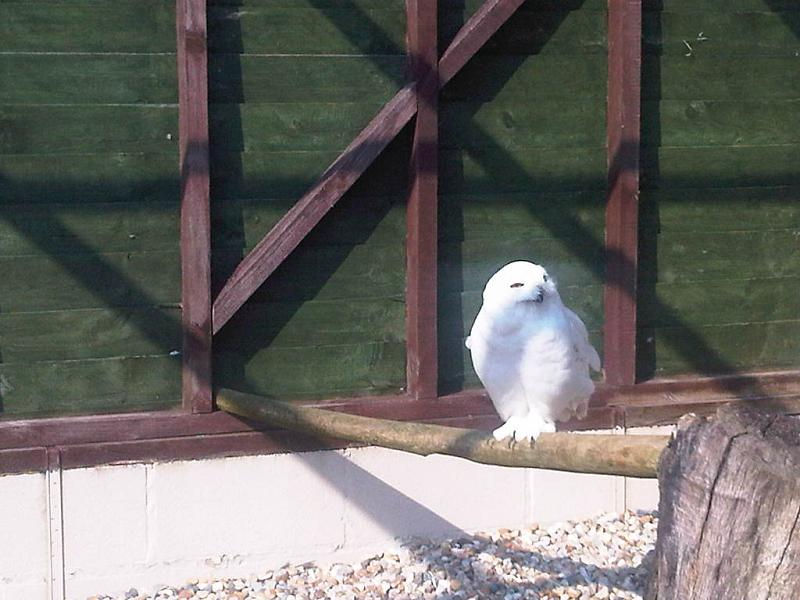